# 대전가원학교
대전가원학교는 대전광역시 서구 가수원동에 있는 공립 특수학교이다.

## 연혁
2008. 04. 29. 특수학교(가칭 서남특수학교) 설립 기본계획 수립
2010. 09. 30. 대전가원학교 건축 허가
2011. 10. 28. 대전광역시시립학교 설립조례 개정 : 대전가원학교
2012. 01. 01. 대전가원학교 개설업무 취급자 특수교육담당 배상현 행정실장 우경희 사무관 발령
2012. 01. 31. 대전가원학교 준공
2012. 02. 24. 학급추가 배정 23학급 → 24학급
2012. 03. 01. 교장 배상현, 교감 박영춘, 교사 39명 발령
2012 .03. 02. 24학급 146명 전ㆍ입학식
2013. 02. 22. 초등학교 1회(7명), 중학교 1회(10명) 졸업
2013. 03. 01. 유치원 2학급,  초등학교 11학급,  중학교 10학급, 고등학교 6학급,  전공과정 6학급  총 35학급 편성
2014. 02. 14. 유치원 1회(2명), 초등학교 2회(6명),  중학교 2회(16명) , 고등학교 1회(5명),  전공과 1회(23명) 졸업
2014. 03. 01. 유치원 1학급,  초등학교 12학급,  중학교 11학급, 고등학교 8학급, 전공과 8학급   총 40학급 편성
2015. 02. 13. 유치원 2회(2명),  초등학교 3회(12명),  중학교 3회(29명) , 고등학교 1회(16명),  전공과 1회(25명) 졸업
2017. 03. 01. 유치원 1학급,  초등학교 12학급,  중학교 10학급, 고등학교 10학급, 전공과정 8학급    총 41학급 편성
2015. 09. 01. 2대 최영철 교장 취임
2016. 02. 05. 유치원 3회(3명), 초등학교 4회(10명), 중학교 4회(25명), 고등학교 3회(25명), 전공과 3회ㅓ(37명) 졸업
2016. 03. 02. 총 43학급 편성 (유치원 1학급, 초등학교 13학급, 중학교 10학급, 고등학교 11학급, 전공과 8학급)